# Periphalera
Periphalera är ett släkte av fjärilar. Periphalera ingår i familjen tandspinnare.
Kladogram enligt Catalogue of Life:
| Periphalera | \| \| Periphalera albicauda \| \| \| \| \| \| Periphalera melanius \| \| \| \| |
|             | \| \| Periphalera albicauda \| \| \| \| \| \| Periphalera melanius \| \| \| \| |
|             | Periphalera albicauda                                                          |
|             |                                                                                |
|             | Periphalera melanius                                                           |
|             |                                                                                |